# Adrian Skogmar
Adrian Siam Skogmar, född 23 november 2005 är en svensk-thailändsk fotbollsspelare som spelar för Malmö FF i Allsvenskan.

## Klubblagskarriär
Adrian Skogmar började som femåring spela fotboll i moderklubben Malmö FF. Under åren som följde tog han sig upp genom föreningens ungdomslag och fick bland annat vinna SM-guld med P17-laget 2022. Guldfirandet följdes av att Skogmar och åtta lagkamrater flyttades upp till föreningens P19-lag.
Sommaren 2023 började Adrian Skogmar träna med A-laget och kort därpå fick han också göra sin A-lagsdebut, i form av ett inhopp i 0-1-förlusten i träningsmatchen mot IFK Göteborg den 25 juni 2023. Därefter dröjde det mindre än en vecka innan Skogmar fick debutera för Malmö FF i Allsvenskan. I 3-0-segern, i den allsvenska återstarten, mot IK Sirius den 1 juli 2023 fick nämligen både Skogmar och klubbkompisen Elison Makolli göra sina första minuter i högsta serien.
Två månader efter debuten, i september 2023, meddelade Malmö FF att Skogmar skrivit på sitt första A-lagskontrakt med klubben. I oktober 2024 skrev han på ett nytt fyraårskontrakt med klubben.

## Landslagskarriär
Adrian Skogmar har representerat Sveriges U21-, U19- och U17-landslag.
Hans första landslagsframträdande kom i en Future Team-turnering – ett landslag för spelare med sen fysik utveckling – den 27 oktober 2021. P16-landslaget besegrade då Belgien med 2-1 i en match där Skogmar blev utbytt efter 69 minuters spel. Efter en tvåårig frånvaro från "Blågult" kallades Skogmar in till en fyrnationsturnering med P18-landslaget – och debuterade där i 0-2-förlusten mot Polen den 10 september 2023. 
Skogmar föddes i Sverige till en svensk pappa och en thailändsk mamma.

## Spelstil
I samband med att Adrian Skogmar började figurera i A-lagssammanhang beskrevs han som en allroundspelare som kan spela både som ytterback, innermittfältare och yttermittfältare. Under den sista ungdomstiden användes han främst som högerback men återvände därefter till innermittfältet när han blev en seniorspelare. Sommaren 2023 beskrev han sig själv som spelskicklig, teknisk och snabb med bra spelförståelse.

## Statistik
| Klubb              | Säsong             | Liga               | Liga    | Liga | Nationell cup | Nationell cup | Internationell cup | Internationell cup | Totalt  | Totalt |
| Klubb              | Säsong             | Division           | Matcher | Mål  | Matcher       | Mål           | Matcher            | Mål                | Matcher | Mål    |
| ------------------ | ------------------ | ------------------ | ------- | ---- | ------------- | ------------- | ------------------ | ------------------ | ------- | ------ |
| Malmö FF           | 2023               | Allsvenskan        | 5       | 0    | 1             | 0             | 0                  | 0                  | 6       | 0      |
| Malmö FF           | 2024               | Allsvenskan        | 7       | 0    | 4             | 1             | 0                  | 0                  | 11      | 1      |
| Malmö FF           | Totalt             | Totalt             | 12      | 0    | 5             | 1             | 0                  | 0                  | 17      | 1      |
| Totalt i karriären | Totalt i karriären | Totalt i karriären | 12      | 0    | 5             | 1             | 0                  | 0                  | 17      | 1      |

## Meriter
Malmö FF
- Svensk mästare: 2023, 2024
- Svensk cupvinnare: 2023/2024